# Loisail
Loisail ist eine französische Gemeinde mit 134 Einwohnern (Stand: 1. Januar 2022) im Département Orne in der Region Normandie. Sie gehört zum Arrondissement Mortagne-au-Perche und zum Kanton Mortagne-au-Perche.
Nachbargemeinden sind Mortagne-au-Perche im Nordwesten, Villiers-sous-Mortagne im Norden, Saint-Mard-de-Réno im Nordosten, Courgeon im Südosten und Réveillon im Südwesten.

## Bevölkerungsentwicklung
| Jahr      | 1962 | 1968 | 1975 | 1982 | 1990 | 1999 | 2008 | 2015 |
| --------- | ---- | ---- | ---- | ---- | ---- | ---- | ---- | ---- |
| Einwohner | 160  | 168  | 130  | 149  | 145  | 144  | 129  | 128  |

## Sehenswürdigkeiten
- romanischer Profanbau Le Bourg, Monument historique seit 1974
- Kirche Saint-Martin, Monument historique seit 1905

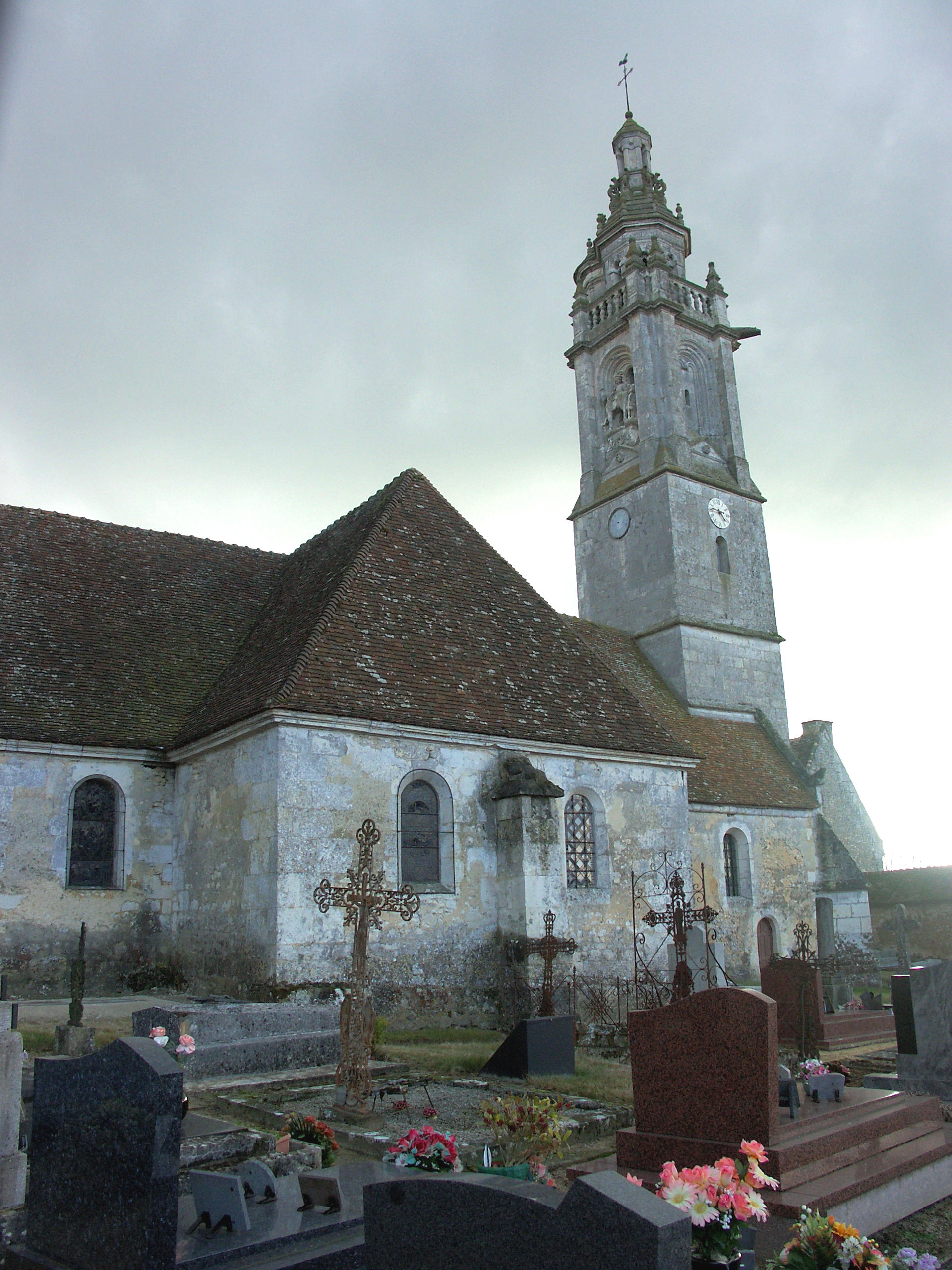
Kirche Saint-Martin
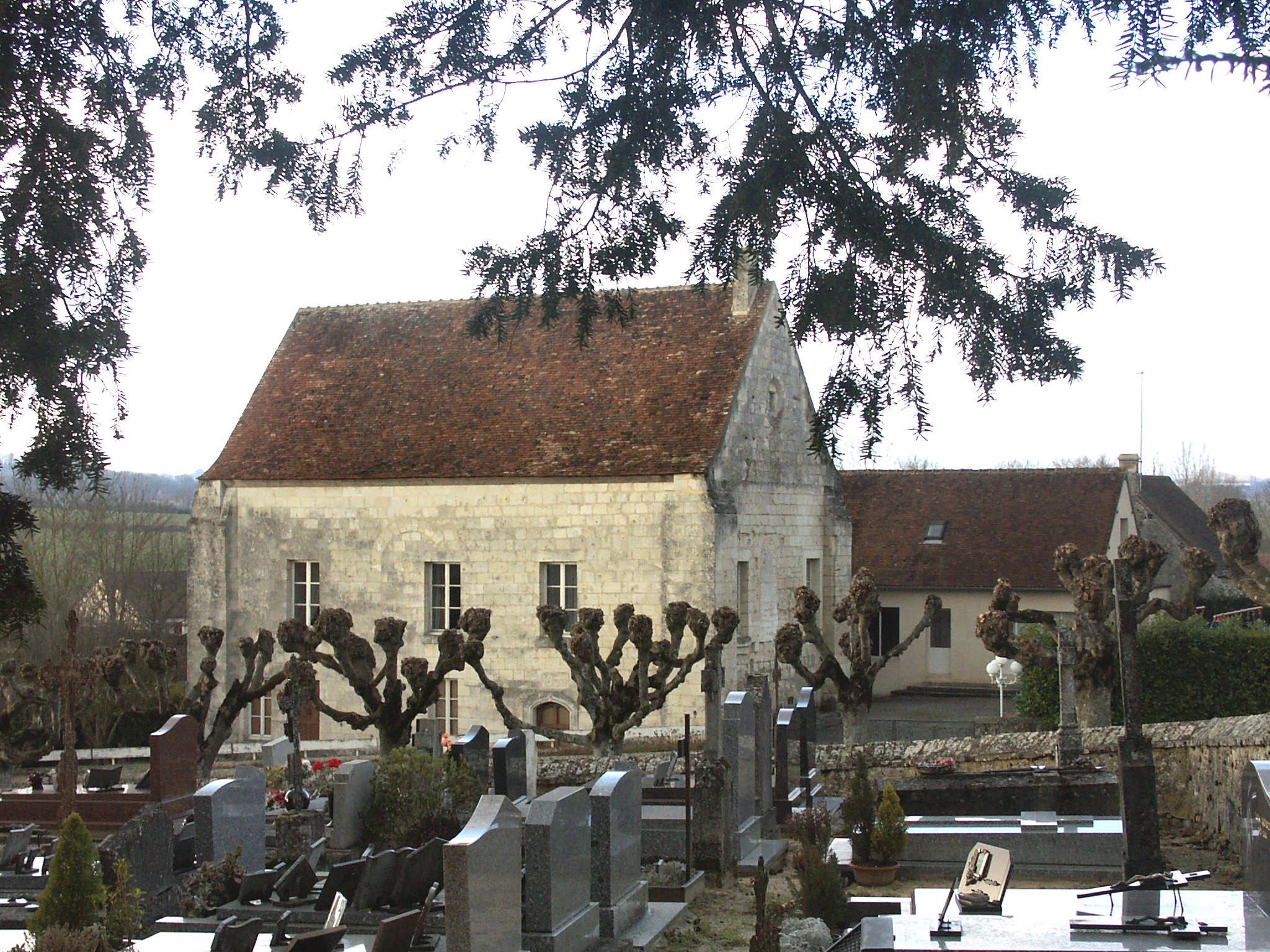
Romanischer Profanbau
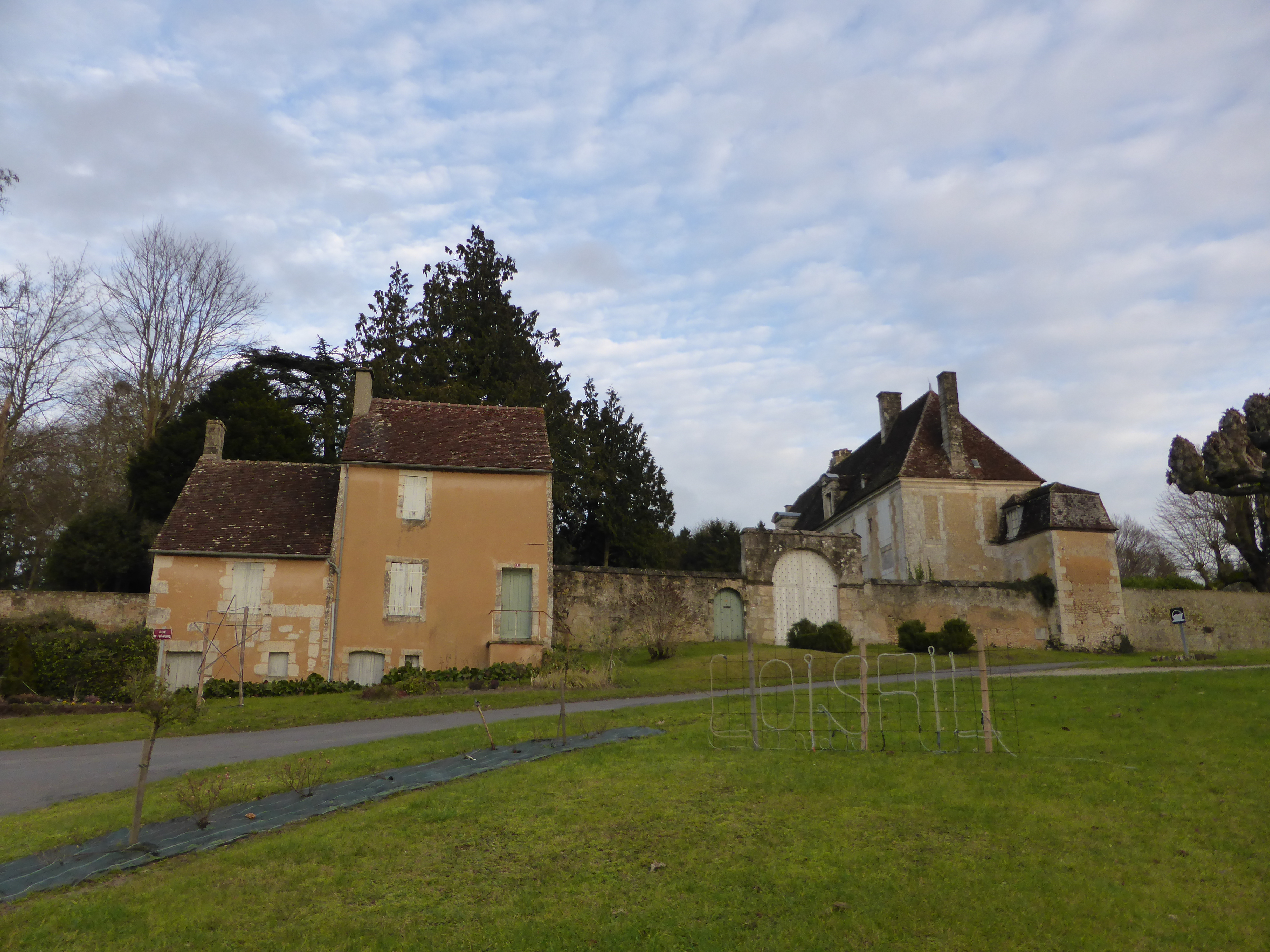
Schloss von Loisail